# Pană de electricitate

Pană de curent de durată

Pană tranzitorie

O pană de curent / electricitate (numită de asemenea întrerupere de curent) este o întrerupere a alimentării cu energie electrică, pe termen scurt sau mai lung,  într-o zonă a unei rețele electrice.
Există mai multe cauze ale întreruperilor de tensiune într-o rețea de energie electrică. Exemple de astfel de cauze includ defecte la centrala electrică, deteriorarea părții de  transport a energiei electrice (liniile electrice) sau a altor părți ale sistemului de distribuție, un scurtcircuit sau supraîncărcarea rețelei de energie electrică.
Căderile de curent electric sunt deosebit de critice în cazul marilor orașe unde, mediul și siguranța publică devin, fără energie electrică un factor de risc. Instituții de infrastructură, cum ar fi spitalele, instalațiile de canalizare ale apelor uzate stațiile de tratare, minele, și altele pot avea, de obicei, surse de alimentare de rezervă, cum ar fi sistemul de energie de urgență , care este activat în mod automat atunci când energia electrică este pierdută prin pană de curent. Alte sisteme critice, cum ar fi telecomunicațiile, sunt în situație, de asemenea, de a necesita o putere de reacție la urgența apărută. Instalația de alimentare a unei centrale telefonice are, de obicei, tablouri de conectare a bateriilor de acumulator la declanșarea unei pene de curent și, de asemenea, o priză pentru conectarea unui generator electric de rezervă pe timpul perioadelor lungi de întrerupere.

## Tipuri de pană de curent
Întreruperile de energie sunt clasificate în trei feluri diferite, cu privire la durata și efectul întreruperii:
- Întreruperea tranzitorie este o pierdere de moment (cateva secunde) de energie electrică, de obicei cauzată de un defect temporar pe o linie de putere. Energia este restabilită în mod automat în momentul în care defectul este eliminat.
- Întreruperea cu întunecare (brownout) este o cădere în tensiunea electrică aunei surse de energie electrică. Termenul "brownout" provine de la întunecarea experimentală a iluminării la căderi (întreruperi) ale tensiunii. Căderile de tensiune pot duce la performanțe slabe ale echipamentelor electrice sau chiar funcționarea incorectă.
- Întreruperea de curent totală, se referă la pierderea totală a energiei într-o zonă și este cea mai severă formă de pană de curent care poate apărea. Penele de curent care rezultă din centrala de energie electrică prin declanșare de rețea sunt deosebit de dificil de rezolvat rapid. Întreruperile pot dura de la câteva minute până la câteva săptămâni, în funcție de natura penei de energie electrică și de configurația rețelei electrice.

## Protejarea sistemului de energie electrică de pene de curent
În rețelele de alimentare cu energie electrică, generarea de energie și sarcina electrică necesară (cererea) trebuie să fie foarte aproape de a se egala în fiecare secundă pentru a evita supraîncărcarea  energetică a componentelor de rețea, care le poate deteriora grav. Relee de protecție și siguranțe sunt folosite pentru a detecta automat suprasarcinile ivite spontan și pentru a deconecta circuitele cu risc de deteriorare.
În anumite condiții, o închidere (deconectare) de componentă de rețea, poate provoca fluctuații de curent în segmente vecine ale rețelei, care să conducă la o cădere graduală pe o secțiune mai mare a rețelei. Mărimea acesteia poate varia de la o clădire, la un bloc, la un întreg oraș, sau la o întreagă rețea electrică (regională).
Sistemele moderne de putere sunt proiectate pentru a fi rezistente la acest tip de  cădere-cascadă, dar totuși un eveniment poate fi inevitabil. Mai mult decât atât, deoarece nu există, legat de protecție, nici un beneficiu economic pe termen scurt, pentru a preveni eșecurile rare la scară largă, unii observatori exprimă îngrijorarea că există o tendință de a eroda capacitatea de rezistență a unei rețele de-a lungul timpului, care este îmbunătățită doar după ce apare un eșec major. Se susține că reducerea riscului de întreruperi mici, crește numai probabilitatea celor mai mari. În acest caz, beneficiul economic pe termen scurt, de a menține clientul individual fericit, crește probabilitatea de cazuri de pierdere a energiei pe scară largă.

## Protejarea sistemelor informatice de întreruperi de curent
Sistemele informatice și alte dispozitive electronice care conțin circuite logice, sunt susceptibile la pierderea de date sau deteriorarea hardware care poate fi cauzată de pierderea bruscă a energiei electrice. Acestea pot include echipamente de date de rețea, videoproiectoare, sisteme de alarmă, precum și computere. Pentru a proteja împotriva acestei eventualități, utilizarea unei surse de alimentare continuă poate asigura o alimentare constantă cu energie electrică, în cazul când o sursă de alimentare principală devine indisponibilă pentru o perioadă scurtă de timp. Pentru a proteja împotriva supratensiunilor (evenimente unde apar tensiuni crescute pentru câteva secunde), care pot deteriora hardware-ul atunci când puterea este restabilită, poate fi folosit un dispozitiv special numit, protector de supratensiune tranzitorie (surge protector) care absoarbe excesul de tensiune.